# سیب هاشیان
جان توماس (سیب) هاشیان (ارمنی: Ջոն Թոմաս Հաշյան؛  ۱۷ اوت ۱۹۴۹ – ۲۲ مارس ۲۰۱۷) نوازنده موسیقیدان خواننده اهل ایالات متحده آمریکا بود که بیشتر به عنوان درامر گروه راک بوستون شناخته می‌شد. وی بین سال‌های ۱۹۷۵ تا ۲۰۱۷ میلادی فعالیت می‌کرد.

## زندگی‌نامه
وی در ۱۷ اوت ۱۹۴۹ در بوستون به دنیا آمد . وی در ۲۲ مارس ۲۰۱۷ در سن ۶۷ سالگی در اقیانوس اطلس درگذشت.